# Daniel-Florin Ghiță
Daniel-Florin Ghiță (n. 22 aprilie 1981, București, România) este un deputat român, ales în 2020 din partea PSD. 